# Olympische Sommerspiele 2012/Leichtathletik – 100 m Hürden (Frauen)

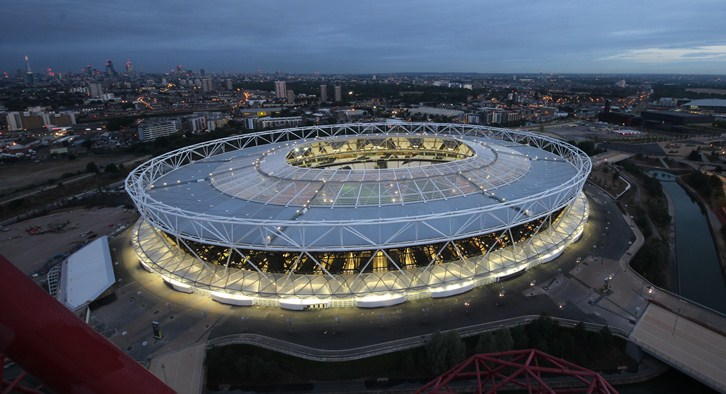
Das Olympiastadion von London im Jahr 2015

Der 100-Meter-Hürdenlauf der Frauen bei den Olympischen Spielen 2012 in London wurde am 6. und 7. August 2012 im Olympiastadion London ausgetragen. Fünfzig Athletinnen nahmen teil.
Olympiasiegerin wurde die Australierin Sally Pearson. Sie gewann vor den US-Amerikanerinnen Dawn Harper und Kellie Wells.
Carolin Nytra und Cindy Roleder traten für Deutschland an. Beide erreichten das Halbfinale und schieden dort aus.

Die Schweizerin Noemi Zbären scheiterte in der Vorrunde.

Die Österreicherin Beate Schrott qualifizierte sich für das Finale und belegte dort Rang sieben.

Athletinnen aus Liechtenstein nahmen nicht teil.

## Aktuelle Titelträgerinnen
| Olympiasiegerin                      | Dawn Harper ( USA)               | 12,54 s | Peking 2008       |
| Weltmeisterin                        | Sally Pearson ( Australien)      | 12,28 s | Daegu 2011        |
| Europameisterin                      | Alina Talaj ( Belarus)           | 12,91 s | Helsinki 2012     |
| Zentralamerika und Karibik-Meisterin | Vonette Dixon ( Jamaika)         | 12,77 s | Mayagüez 2011     |
| Südamerika-Meisterin                 | Brigitte Merlano ( Kolumbien)    | 13,07 s | Buenos Aires 2011 |
| Asienmeisterin                       | Sun Yawei ( Volksrepublik China) | 13,04 s | Kōbe 2011         |
| Afrikameisterin                      | Gnima Faye ( Senegal)            | 13,36 s | Porto-Novo 2012   |
| Ozeanienmeisterin                    | Zoe Ballantyne ( Neuseeland)     | 14,51 s | Cairns 2012       |

## Rekorde

### Bestehende Rekorde
| Weltrekord         | Jordanka Donkowa ( Bulgarien) | 12,21 s | Stara Zagora, Bulgarien       | 20. August 1988 |
| Olympischer Rekord | Joanna Hayes ( USA)           | 12,37 s | Finale OS Athen, Griechenland | 24. August 2004 |

### Rekordverbesserungen
Es gab eine Verbesserung des olympischen Rekords und es wurde ein neuer Landesrekord aufgestellt.
- Olympischer Rekord: 12,35 s – Sally Pearson (Australien), Finale am 7. August bei einem Gegenwind von 0,2 m/s
- Landesrekord: 14,76 s – Odile Ahouanwanou (Benin), sechster Vorlauf am 6. August bei einem Rückenwind von 0,6 m/s

Anmerkung:
Alle Zeiten in diesem Beitrag sind nach Ortszeit London (UTC±0) angegeben.

## Doping und die Leidtragenden
In diesem Wettbewerb gab es nach und nach insgesamt vier Dopingfälle:
- Die zunächst auf Platz fünf ins Ziel gekommene Türkin Nevin Yanıt wurde im August 2013 des Dopings mit Stanozolol und Testosteron überführt und für drei Jahre gesperrt.[2] Ihre Ergebnisse wurden rückwirkend vom 28. Juni 2012 an annulliert.[3]
- Die im Halbfinale ausgeschiedene Russin Jekaterina Galizkaja, Russland wurde zusammen mit elf weiteren russischen Leichtathleten im Jahr 2018 wegen Verstoßes gegen die Antidopingbestimmungen von den Spielen in London disqualifiziert.[4]
- Die Russin Julija Kondakowa war ebenfalls im Halbfinale ausgeschieden. Sie wurde wie Jekaterina Galitskaja zusammen mit elf weiteren russischen Leichtathleten im Jahr 2018 wegen Verstoßes gegen die Antidopingbestimmungen von den Spielen in London disqualifiziert.[4]
- Die im Vorlauf ausgeschiedene Kasachin Natalja Iwoninskaja erhielt beginnend mit Oktober 2018 eine zweijährige Sperre für den Einsatz die verbotenen Subastanzen Turinabol and Stanozolol, nachdem ihr der Verstoß bei Nachtests der Dopingproben von den Spielen in London nachgewiesen worden war. Ihr hier erzieltes Resultat wurde gestrichen.[5]

Leidtragende waren die Athletinnen, denen in den Vorläufen und Halbfinals ein Weiterkommen in die jeweils nächste Runde verwehrt wurde:
- Tatjana Dektjarjowa, Russland – mit 12,75 s bei einem Rückenwind von 0,6 m/s im dritten Halbfinale eigentlich für die Finalteilnahme qualifiziert
- Marina Tomić, Slowenien – mit 13,10 s bei einem Rückenwind von 0,6 m/s im ersten Vorlauf eigentlich für die Halbfinalteilnahme qualifiziert
- Lina Flórez, Kolumbien – mit 13,17 s bei einem Gegenwind von 0,3 m/s im dritten Vorlauf eigentlich für die Halbfinalteilnahme qualifiziert
- Brigitte Merlano, Kolumbien – mit 13,21 s bei einem Gegenwind von 0,7 m/s im vierten Vorlauf eigentlich für die Halbfinalteilnahme qualifiziert

## Vorläufe
Es wurden sechs Vorläufe durchgeführt. Für das Halbfinale qualifizierten sich pro Lauf die ersten drei Athletinnen (hellgrün unterlegt). Darüber hinaus kamen die sechs Zeitschnellsten, die sogenannten Lucky Loser (hellblau unterlegt), weiter.
Die Slowenin Marina Tomić in Lauf eins und die Russin Julija Kondakowa in Lauf sechs erzielten mit 13,10 s die gleiche Zeit, beide hatten damit die sechstschnellste Zeit der Lucky Loser gelaufen. Kondakowa wurde für das Halbfinale zugelassen, nachdem die Auswertung des Zielfotos ergeben hatte, dass sie um eine Tausendstelsekunde schneller als Tomić war. Kondakowa lief 13,091 s, Tomić 13,092 s.

### Vorlauf 1
6. August 2012, 10:05 Uhr
Wind: +0,6 m/s
| Platz | Name            | Nation         | Zeit (s) | Anmerkung                                           |
| ----- | --------------- | -------------- | -------- | --------------------------------------------------- |
| 1     | Alina Talaj     | Belarus        | 12,71    |                                                     |
| 2     | Jessica Zelinka | Kanada         | 12,75    |                                                     |
| 3     | Tiffany Porter  | Großbritannien | 12,79    |                                                     |
| 4     | Anne Zagré      | Belgien        | 13,04    |                                                     |
| 5     | Marina Tomić    | Slowenien      | 13,10    | 13,092 s eigentlich für das Halbfinale qualifiziert |
| 6     | Rosvitha Okou   | Elfenbeinküste | 13,62    |                                                     |
| 7     | Ayako Kimura    | Japan          | 13,75    |                                                     |
| DSQ   | Rahmatou Dramé  | Mali           |          | Weltleichtathletikverband Regel 162.7 – Fehlstart   |

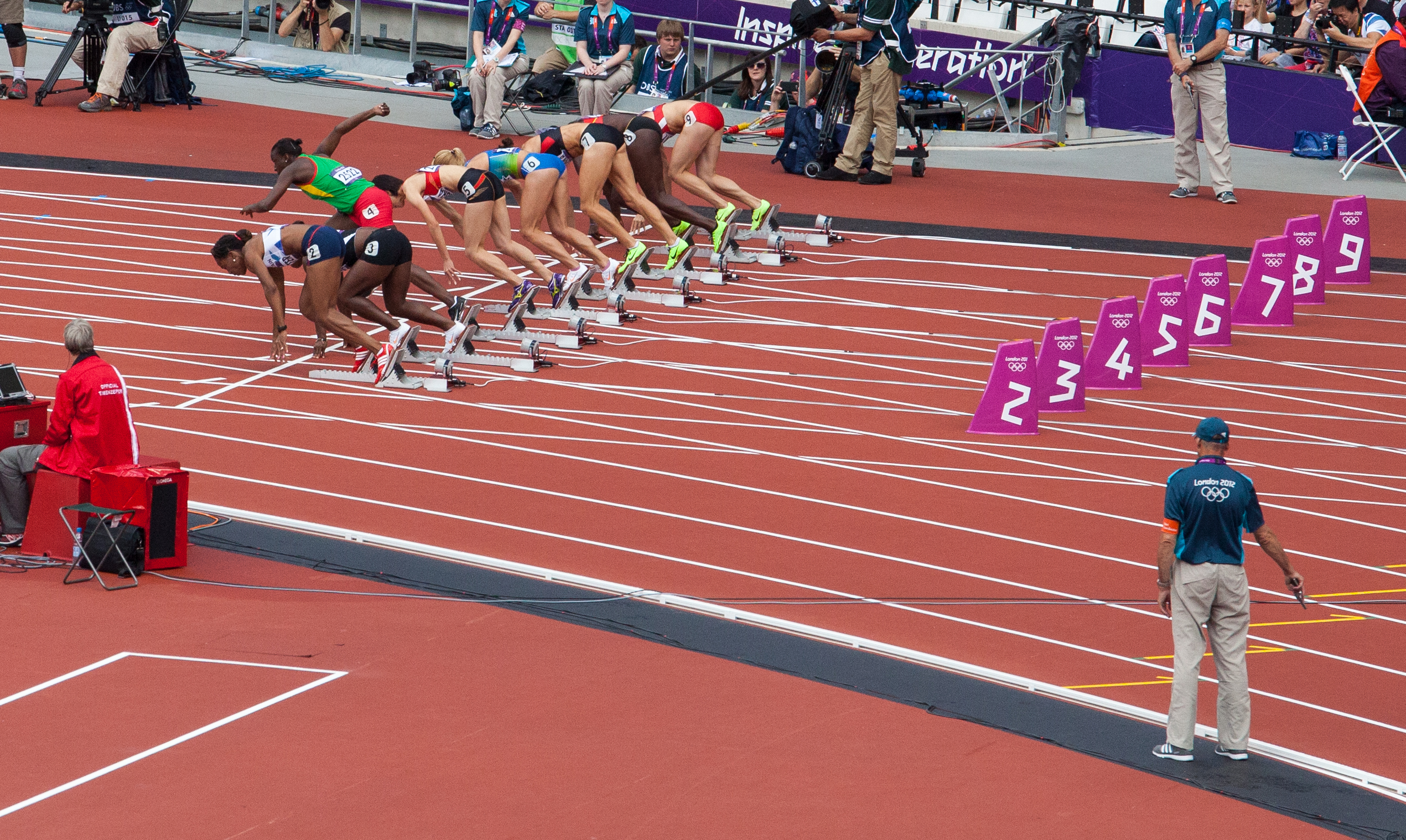
Erster Vorlauf, deutlich sichtbar: Rahamatou Dramés Fehlstart

Im ersten Vorlauf ausgeschiedene Hürdensprinterinnen:

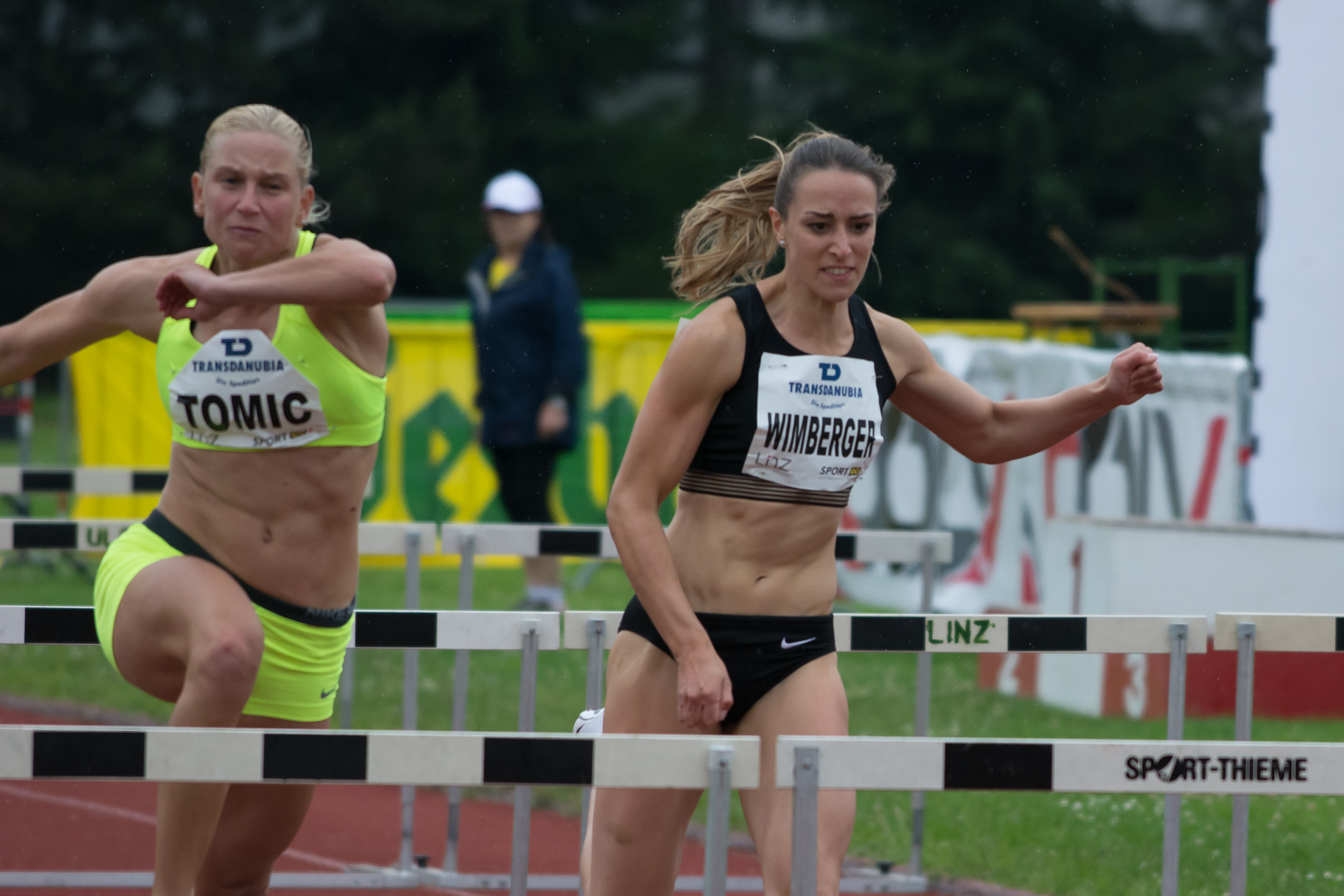
Marina Tomić (links) – ausgeschieden nur um eine Tausendstelsekunde, nach den späteren Disqualifikationen gedopter Teilnehmerinnen eigentlich für die nächste Runde qualifiziert
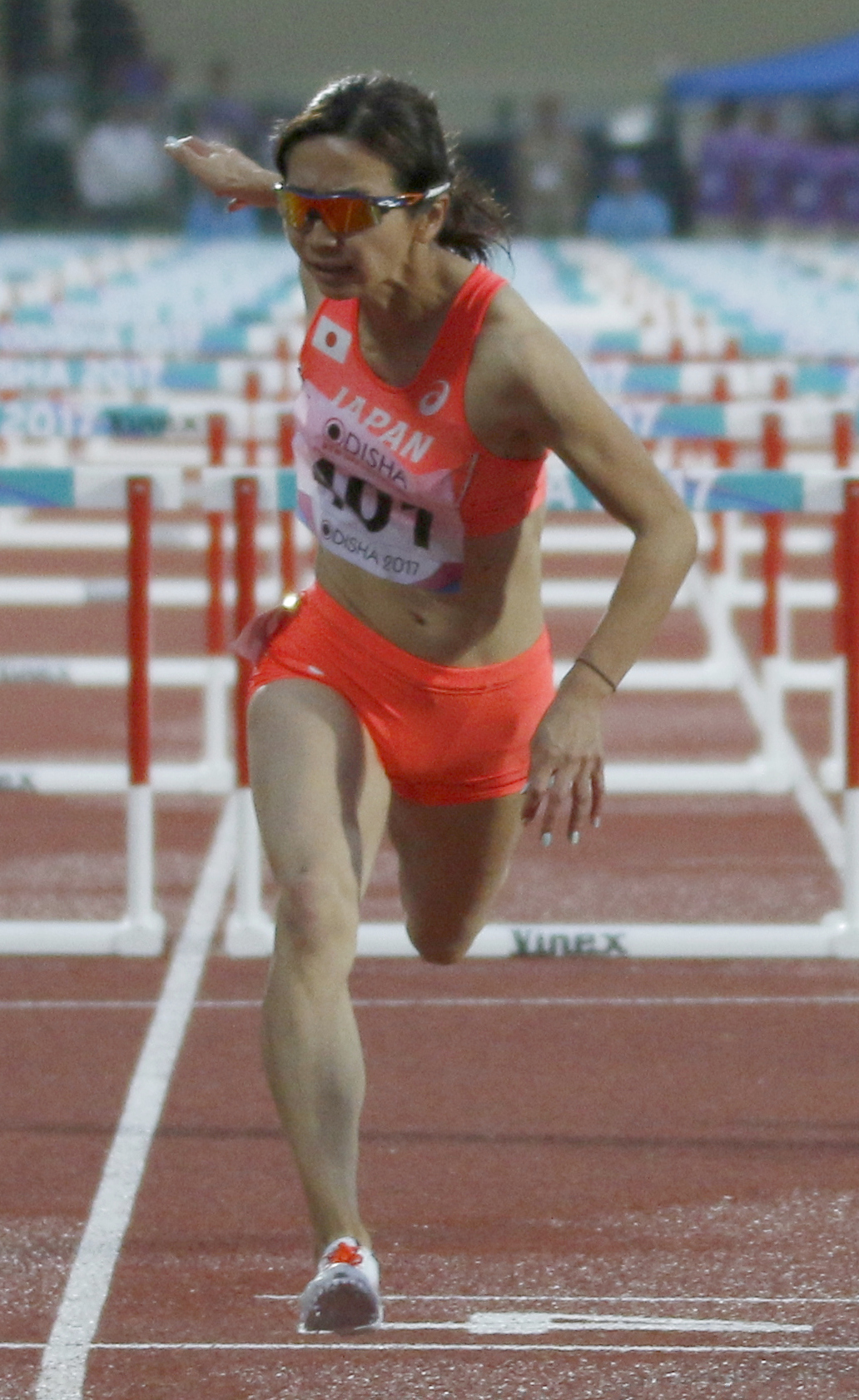
Ayako Kimura – Rang sieben

### Vorlauf 2
6. August 2012, 10:12 Uhr
Wind: +0,1 m/s

| Platz | Name                  | Nation                | Zeit (s) |
| ----- | --------------------- | --------------------- | -------- |
| 1     | Beate Schrott         | Österreich            | 13,09    |
| 2     | Eline Berings         | Belgien               | 13,46    |
| 3     | Ivanique Kemp         | Bahamas               | 13,51    |
| 4     | Seun Adigun           | Nigeria               | 13,56    |
| 5     | Anastassija Pilipenko | Kasachstan            | 13,77    |
| 6     | Lecabela Quaresma     | São Tomé und Príncipe | 14,56    |
| DNS   | Jessica Ennis         | Großbritannien        |          |
| DNS   | Latoya Greaves        | Jamaika               |          |

### Vorlauf 3

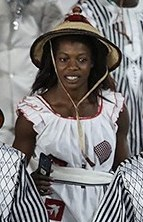
Marthe Koala – ausgeschieden als Siebte des dritten Vorlaufs

6. August 2012, 10:19 Uhr
Wind: −0,3 m/s
| Platz | Name                | Nation       | Zeit (s) | Anmerkung                                  |
| ----- | ------------------- | ------------ | -------- | ------------------------------------------ |
| 1     | Kellie Wells        | USA          | 12,69    |                                            |
| 2     | Tatjana Dektjarjowa | Russland     | 12,87    |                                            |
| 3     | Lucie Škrobáková    | Tschechien   | 13,01    |                                            |
| 4     | Cindy Roleder       | Deutschland  | 13,06    |                                            |
| 5     | Shermaine Williams  | Jamaika      | 13,07    |                                            |
| 6     | Lina Flórez         | Kolumbien    | 13,17    | eigentlich für das Halbfinale qualifiziert |
| 7     | Marthe Koala        | Burkina Faso | 13,91    |                                            |
| DOP   | Natalja Iwoninskaja | Kasachstan   | 13,48    | [ 5 ]                                      |

### Vorlauf 4

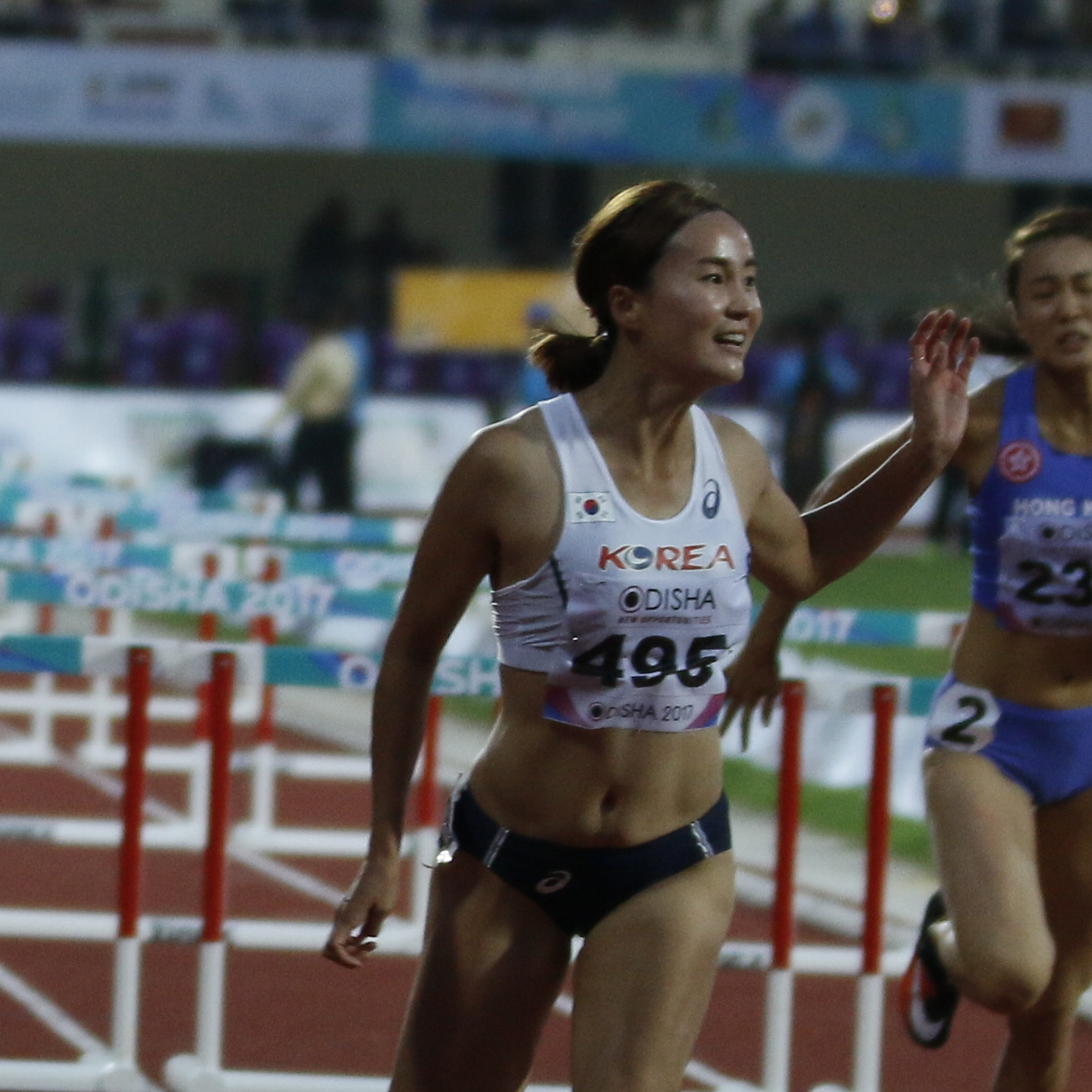
Jung Hye-lim – ausgeschieden als Fünfte des vierten Vorlaufs

6. August 2012, 10:26 Uhr
Wind: −0,7 m/s
| Platz | Name                 | Nation    | Zeit (s) | Anmerkung                                  |
| ----- | -------------------- | --------- | -------- | ------------------------------------------ |
| 1     | Dawn Harper          | USA       | 12,75    |                                            |
| 2     | Derval O’Rourke      | Irland    | 12,91    |                                            |
| 3     | Nikkita Holder       | Kanada    | 12,93    |                                            |
| 4     | Brigitte Merlano     | Kolumbien | 13,21    | eigentlich für das Halbfinale qualifiziert |
| 5     | Jung Hye-lim         | Südkorea  | 13,48    |                                            |
| 6     | Jeimy Bernárdez      | Honduras  | 14,36    |                                            |
| DOP   | Nevin Yanıt          | Türkei    | 12,70    | für das Halbfinale zugelassen              |
| DOP   | Jekaterina Galizkaja | Russland  | 12,89    | für das Halbfinale zugelassen              |

### Vorlauf 5
6. August 2012, 10:33 Uhr
Wind: −0,1 m/s
| Platz | Name                  | Nation                  | Zeit (s) | Anmerkung                                                                                                 |
| ----- | --------------------- | ----------------------- | -------- | --- |
| 1     | Sally Pearson         | Australien              | 12,57    | |
| 2     | Reïna-Flor Okori      | Frankreich              | 13,01    | |
| 3     | Carolin Nytra         | Deutschland             | 13,30    | |
| 4     | Anastassija Soprunowa | Kasachstan              | 13,40    | |
| 5     | Sonata Tamošaitytė    | Litauen                 | 13,59    | |
| 6     | Lavonne Idlette       | Dominikanische Republik | 13,60    | |
| 7     | Dipna Lim Prasad      | Singapur                | 14,68    | |
| 8     | Silvia Panguana       | Mosambik                | 14,68    | |
| DSQ   | Kazjaryna Paplauskaja | Belarus                 |          | Weltleichtathletikverband Regel 163.6 – Verlassen der Laufbahn/Regel 168.7 – Nichtüberquerung einer Hürde |

Im fünften Vorlauf ausgeschiedene Hürdensprinterinnen:

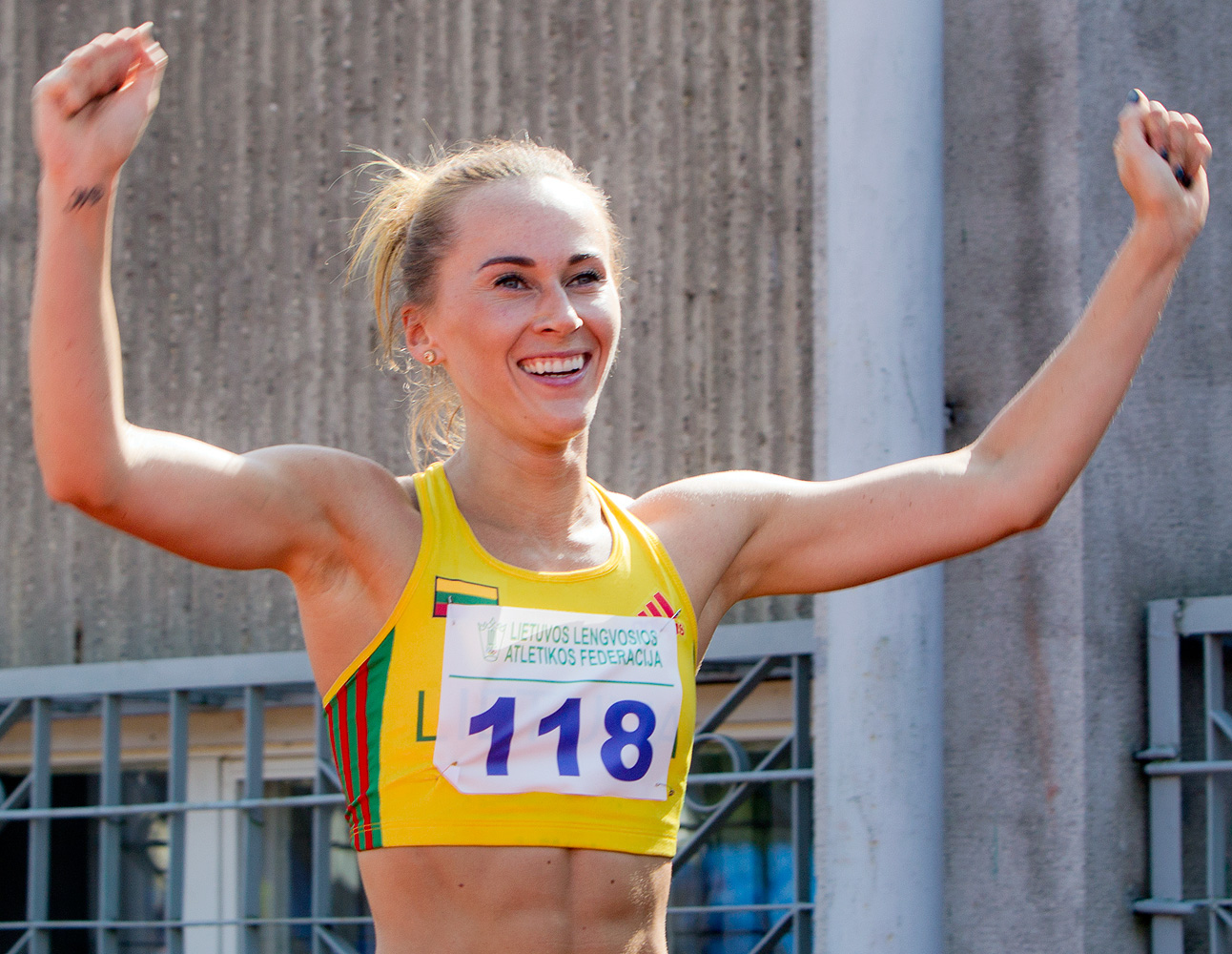
Sonata Tamošaitytė – Rang fünf
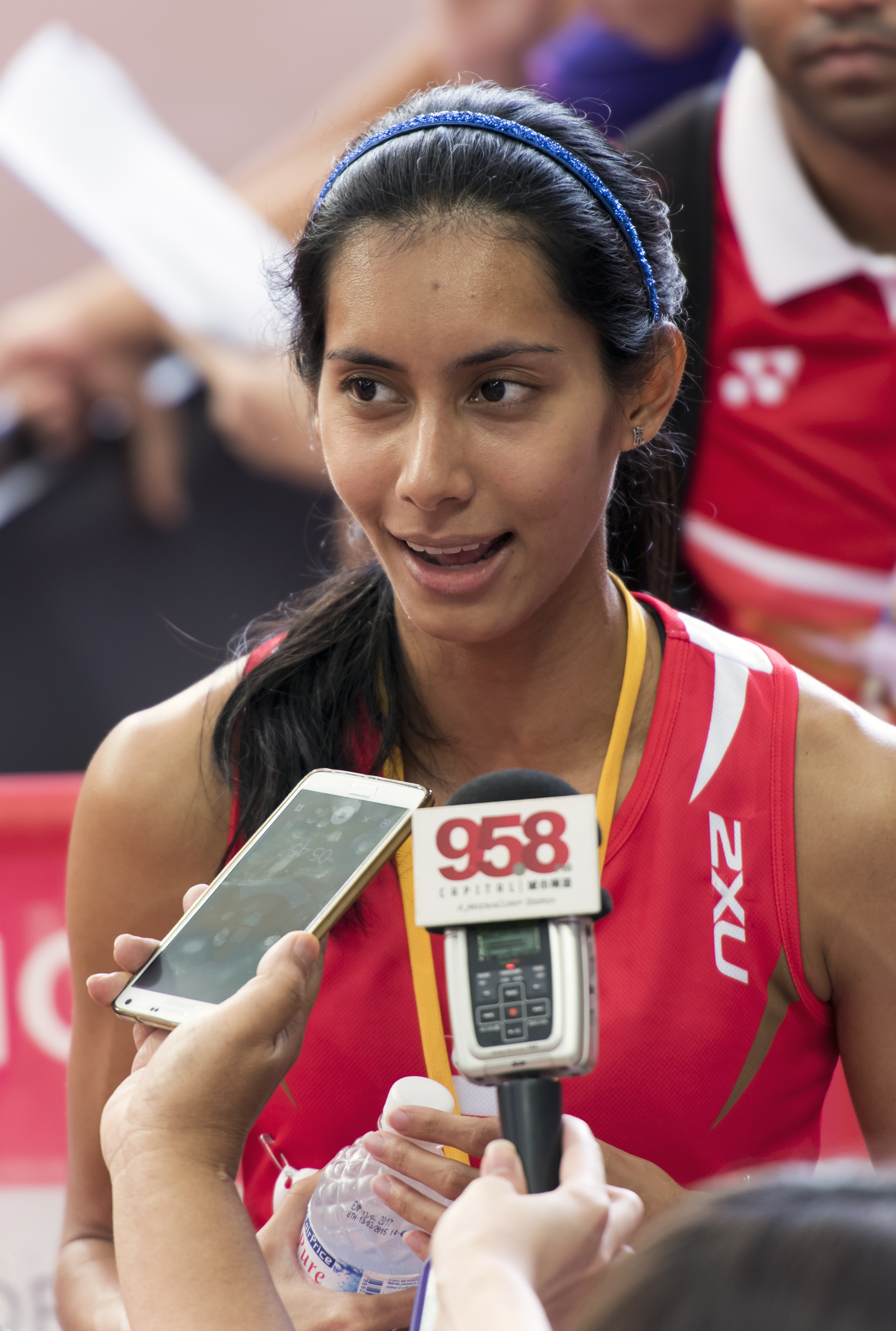
Dipna Lim Prasad – Rang sieben

### Vorlauf 6

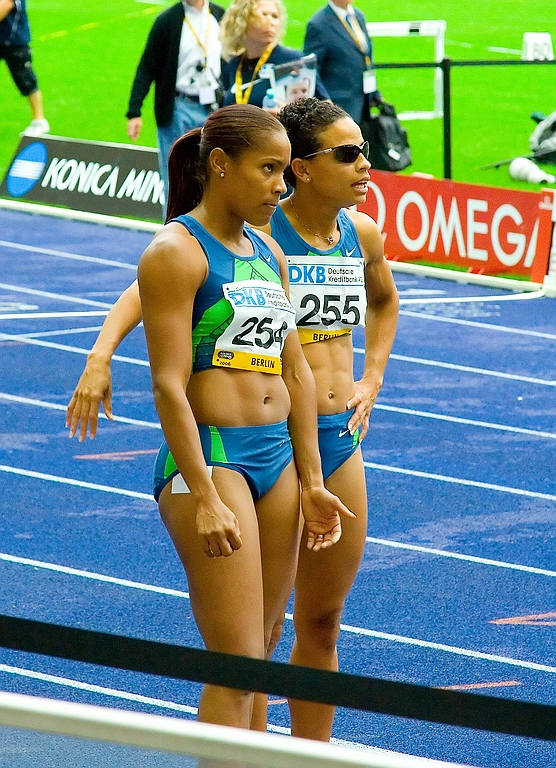
Brigitte Foster-Hylton (links) – ausgeschieden als Sechste des sechsten Vorlaufs
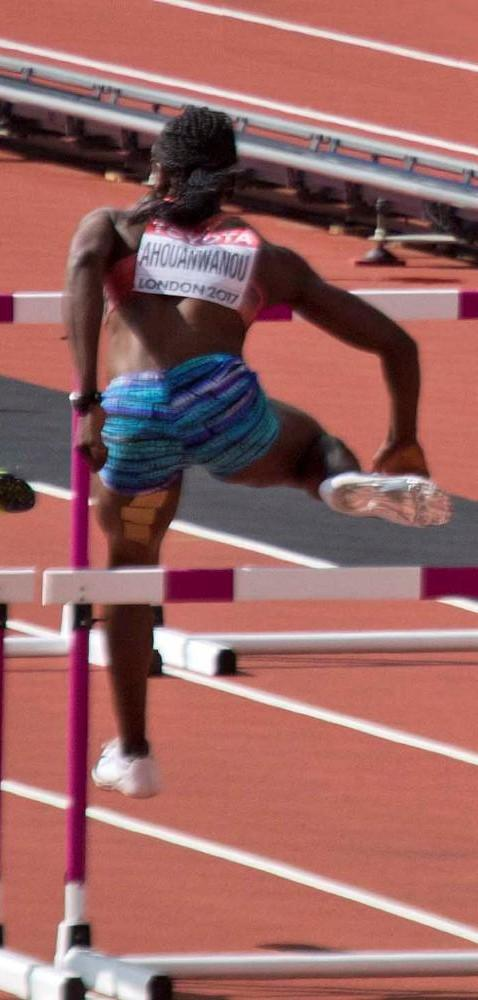
Odile Ahouanwanou – ausgeschieden mit Landesrekord als Siebte des sechsten Vorlaufs

6. August 2012, 10:40 Uhr
Wind: +0,4 m/s
| Platz | Name                   | Nation              | Zeit (s) | Anmerkung                              |
| ----- | ---------------------- | ------------------- | -------- | -------------------------------------- |
| 1     | LoLo Jones             | USA                 | 12,68    |                                        |
| 2     | Phylicia George        | Kanada              | 12,83    |                                        |
| 3     | Marzia Caravelli       | Italien             | 13,01    |                                        |
| 4     | Sun Yawei              | Volksrepublik China | 13,26    |                                        |
| 5     | Noemi Zbären           | Schweiz             | 13,33    |                                        |
| 6     | Brigitte Foster-Hylton | Jamaika             | 13,98    |                                        |
| 7     | Odile Ahouanwanou      | Benin               | 14,76    | NR                                     |
| 8     | Bibiana Olama          | Äquatorialguinea    | 16,18    |                                        |
| DOP   | Julija Kondakowa       | Russland            | 13,10    | 13,091 s für das Halbfinale zugelassen |

## Halbfinale
In den drei Halbfinalläufen qualifizierten sich pro Lauf die ersten zwei Athletinnen für das Finale (hellblau unterlegt). Darüber hinaus kamen die zwei Zeitschnellsten, die sogenannten Lucky Loser (hellgrün unterlegt), weiter.

### Lauf 1
7. August 2012, 19:15 Uhr
Wind: +0,9 m/s
| Platz | Name                 | Nation      | Zeit (s) | Anmerkung                                         |
| ----- | -------------------- | ----------- | -------- | ------------------------------------------------- |
| 1     | Dawn Harper          | USA         | 12,46    |                                                   |
| 2     | Beate Schrott        | Österreich  | 12,83    |                                                   |
| 3     | Shermaine Williams   | Jamaika     | 12,83    |                                                   |
| 4     | Alina Talaj          | Belarus     | 12,84    |                                                   |
| 5     | Nikkita Holder       | Kanada      | 12,93    |                                                   |
| 6     | Carolin Nytra        | Deutschland | 13,31    |                                                   |
| DSQ   | Reïna-Flor Okori     | Frankreich  |          | Weltleichtathletikverband Regel 162.7 – Fehlstart |
| DOP   | Jekaterina Galizkaja | Russland    | 12,90    | [ 4 ]                                             |

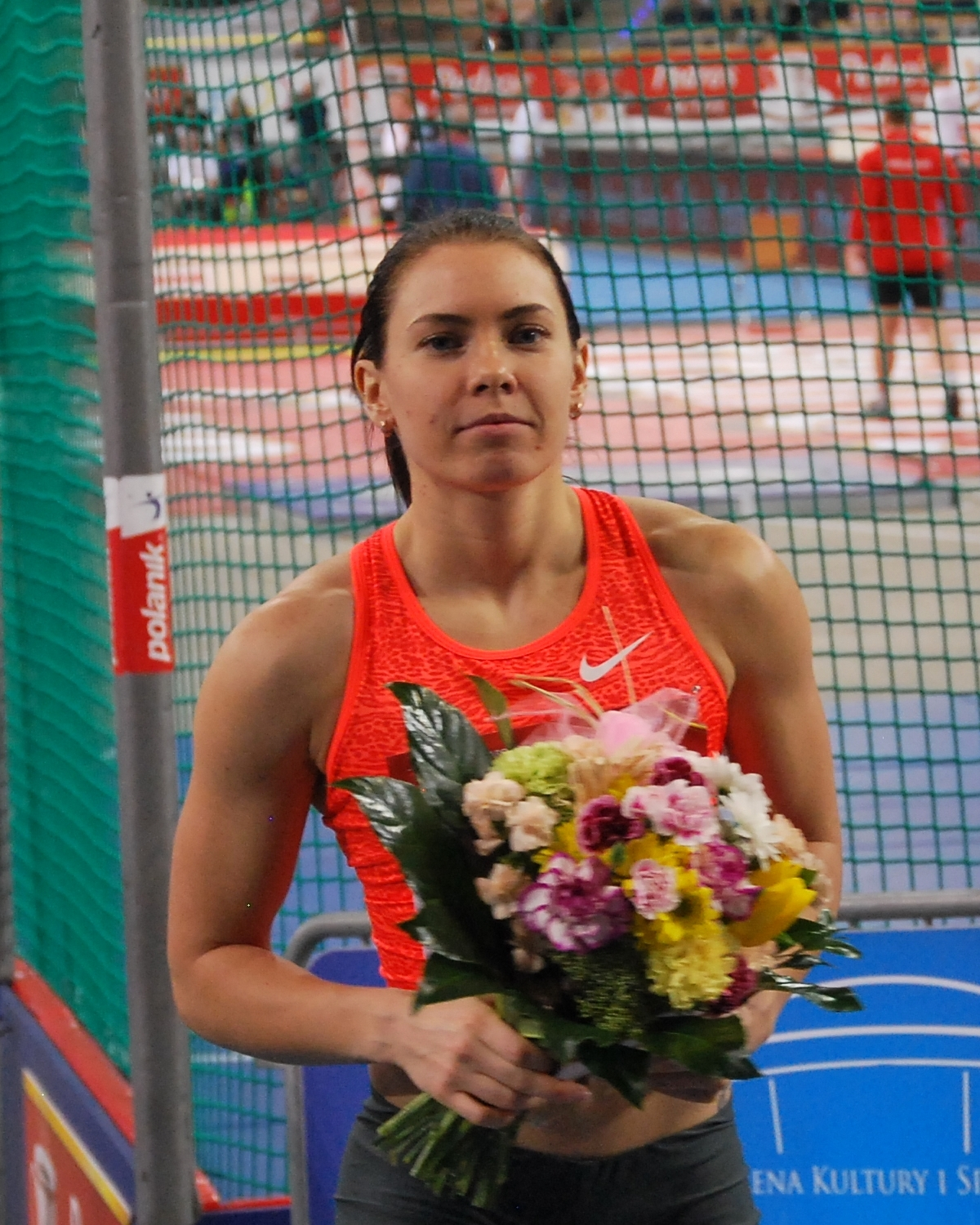
Alina Talaj – ausgeschieden als Vierte des ersten Halbfinals

Weitere im ersten Halbfinale ausgeschiedene Hürdensprinterinnen:

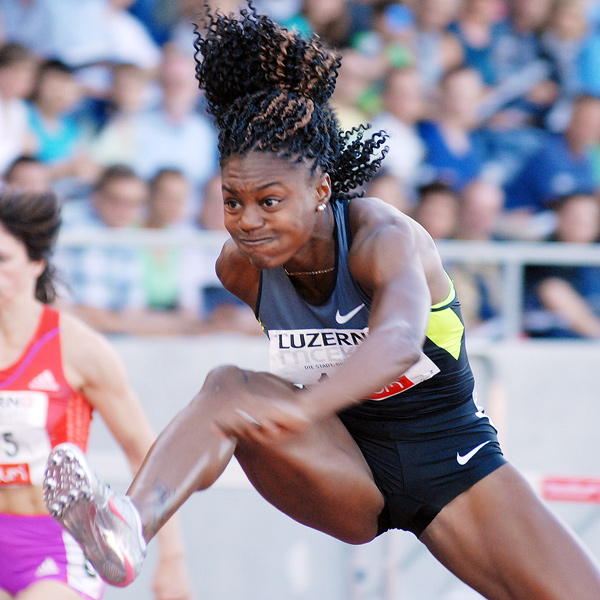
Nikkita Holder – Rang fünf
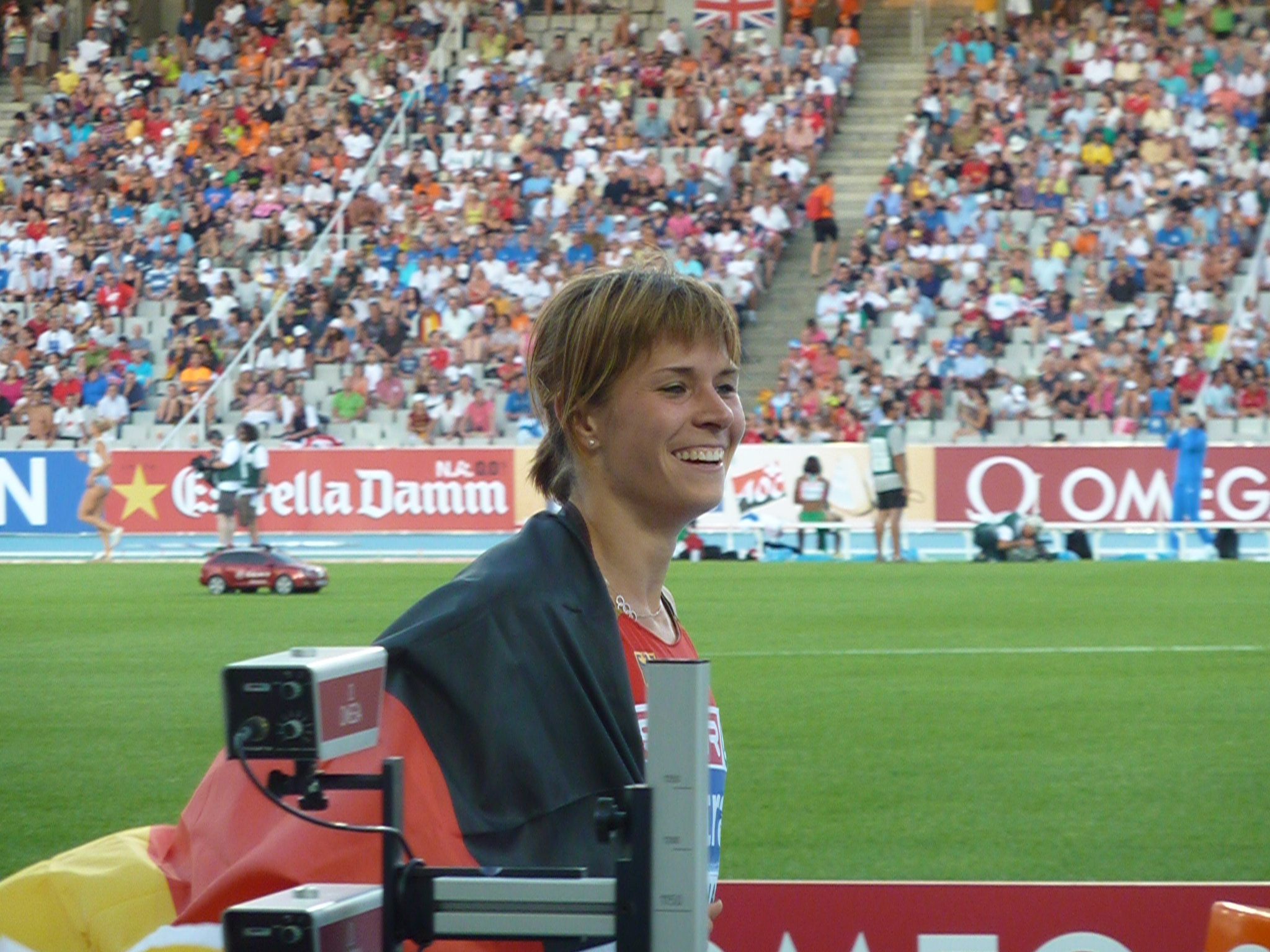
Carolin Nytra – Rang sechs
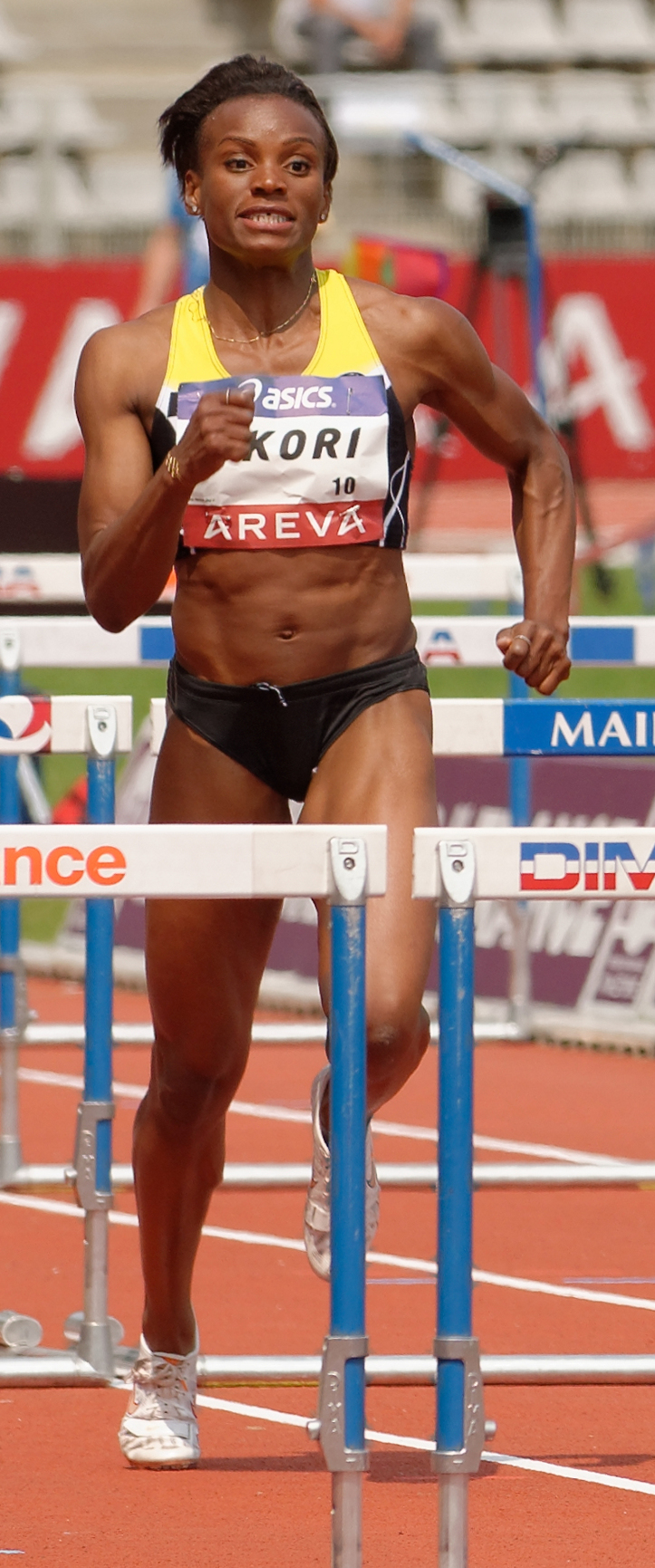
Reïna-Flor Okori – disqualifiziert nach Fehlstart

### Lauf 2
7. August 2012, 19:23 Uhr
Wind: +1,3 m/s
| Platz | Name             | Nation         | Zeit (s) | Anmerkung |
| ----- | ---------------- | -------------- | -------- | --------- |
| 1     | Sally Pearson    | Australien     | 12,39    |           |
| 2     | Jessica Zelinka  | Kanada         | 12,66    |           |
| 3     | LoLo Jones       | USA            | 12,71    |           |
| 4     | Tiffany Porter   | Großbritannien | 12,79    |           |
| 5     | Derval O’Rourke  | Irland         | 12,91    |           |
| 6     | Eline Berings    | Belgien        | 13,26    |           |
| 7     | Ivanique Kemp    | Bahamas        | 13,56    |           |
| DOP   | Julija Kondakowa | Russland       | 13,13    | [ 4 ]     |

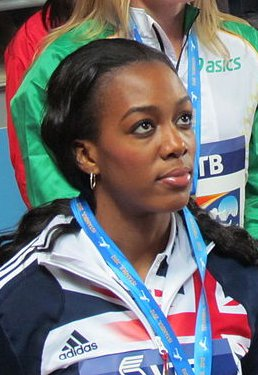
Tiffany Porter – ausgeschieden als Vierte des zweiten Halbfinals

Weitere im zweiten Halbfinale ausgeschiedene Hürdensprinterinnen:

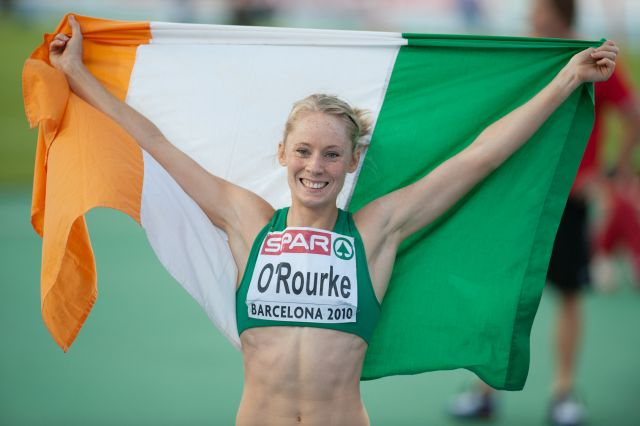
Derval O’Rourke – Rang fünf
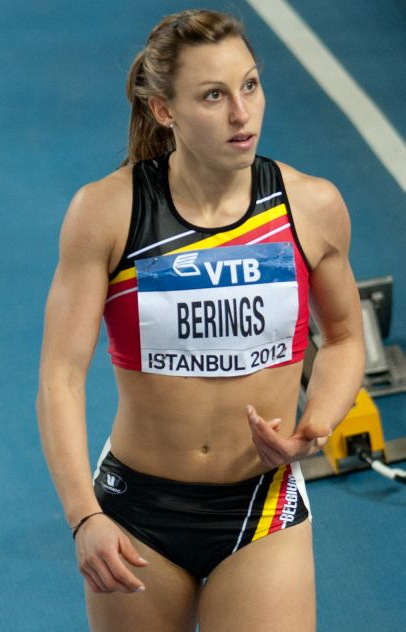
Eline Berings – Rang sechs

### Lauf 3
7. August 2012, 19:31 Uhr
Wind: +0,6 m/s
| Platz | Name                | Nation      | Zeit (s) | Anmerkung                                                            |
| ----- | ------------------- | ----------- | -------- | -------------------------------------------------------------------- |
| 1     | Kellie Wells        | USA         | 12,51    |                                                                      |
| 2     | Phylicia George     | Kanada      | 12,65    |                                                                      |
| 3     | Tatjana Dektjarjowa | Russland    | 12,75    | eigentlich für das Finale qualifiziert                               |
| 4     | Lucie Škrobáková    | Tschechien  | 12,81    |                                                                      |
| 5     | Anne Zagré          | Belgien     | 12,94    |                                                                      |
| 6     | Cindy Roleder       | Deutschland | 13,02    |                                                                      |
| DSQ   | Marzia Caravelli    | Italien     |          | Weltleichtathletikverband Regel 168.7 – Nichtüberquerung einer Hürde |
| DOP   | Nevin Yanıt         | Türkei      |          | für das Finale zugelassen                                            |

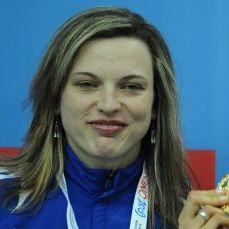
Lucie Škrobáková – ausgeschieden als Vierte des dritten Halbfinals

Weitere im dritten Halbfinale ausgeschiedene Hürdensprinterinnen:

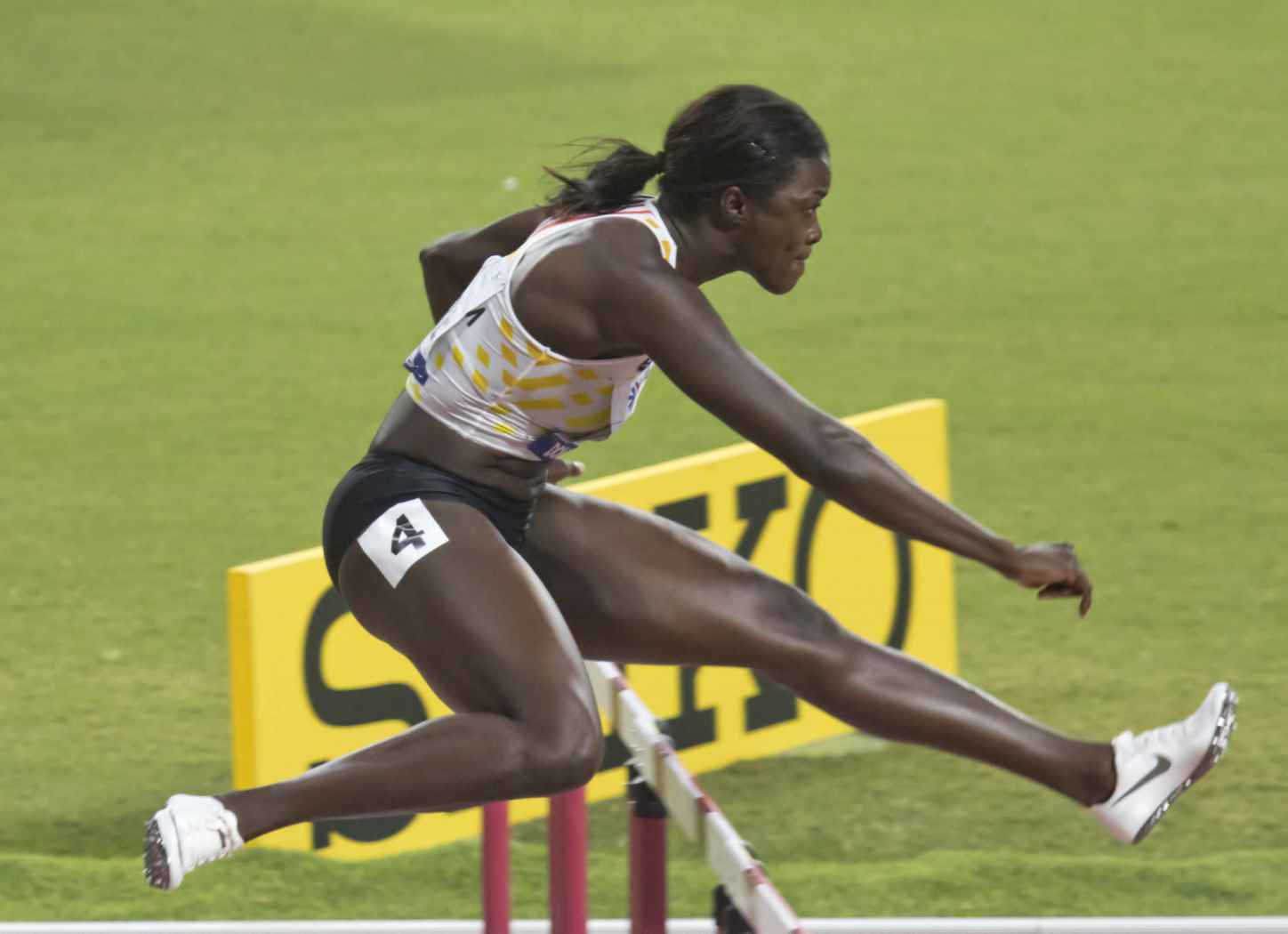
Anne Zagré – Rang fünf
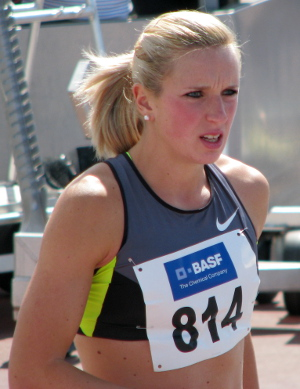
Cindy Roleder – Rang sechs
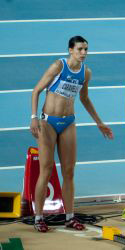
Marzia Caravelli – disqualifiziert wegen Auslassens einer Hürde

## Finale
7. August 2012, 21:00 Uhr
Wind: −0,2 m/s
| Platz | Name            | Nation     | Zeit (s) | Anmerkung   |
| ----- | --------------- | ---------- | -------- | ----------- |
| 1     | Sally Pearson   | Australien | 12,35    | OR          |
| 2     | Dawn Harper     | USA        | 12,37    |             |
| 3     | Kellie Wells    | USA        | 12,48    |             |
| 4     | LoLo Jones      | USA        | 12,58    |             |
| 5     | Phylicia George | Kanada     | 12,65    |             |
| 6     | Jessica Zelinka | Kanada     | 12,69    |             |
| 7     | Beate Schrott   | Österreich | 13,07    |             |
| DOP   | Nevin Yanıt     | Türkei     |          | [ 2 ] [ 3 ] |

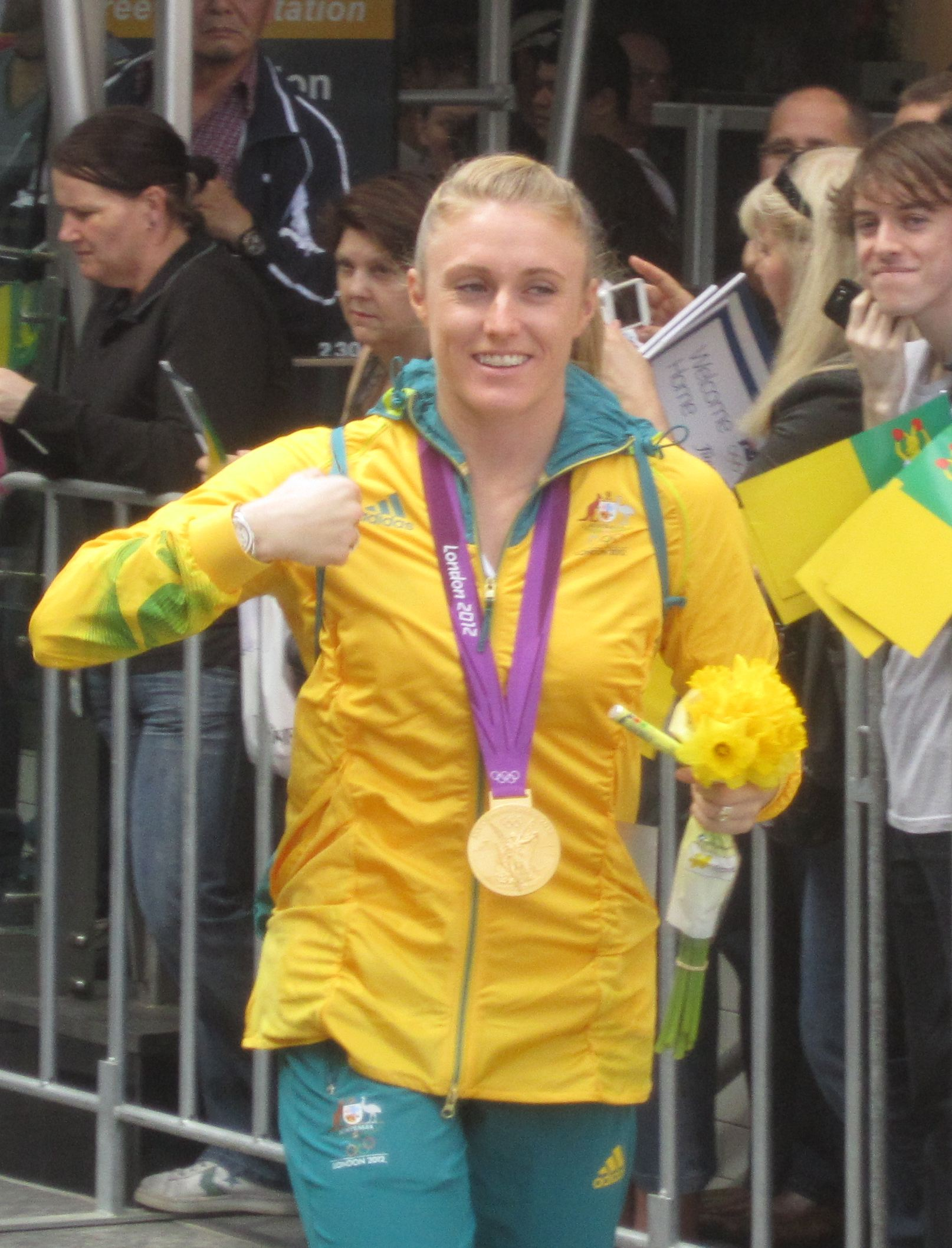
Sally Pearson – Siegerin mit neuem olympischen Rekord

Für das Finale hatten sich alle drei US-Athletinnen qualifiziert. Hinzu kamen zwei Kanadierinnen sowie je eine Teilnehmerin aus Australien und Österreich sowie die später als gedopt erkannte Türkin.
Topfavoritin war die Australierin Sally Pearson, die als amtierende Weltmeisterin auf die Olympiasiegerin von 2008 Dawn Harper aus den USA traf. Auch die US-Läuferin Kellie Wells wurde stark eingeschätzt.
Pearson und Wells hatten den besten Start im Finalrennen. Harper fand sich erst zur Mitte des Rennens ihren Rhythmus und zog nun an Wells vorbei. Pearson aber setzte sich ganz vorne hauchdünn durch und gewann das Rennen mit neuem Olympiarekord. Harper lag nur zwei Hundertstelsekunden hinter ihr auf Platz zwei mit exakt der gleichen Zeit des bis dahin gültigen Olympiarekords der US-Amerikanerin Joanna Hayes aus dem Jahr 2004. Wells kam auf Platz drei vor ihrer Teamkameradin LoLo Jones.
Sally Pearson war die erste australische Olympiasiegerin über 100 Meter Hürden. Auf der früher gelaufenen 80-Meter-Strecke hatte es allerdings drei olympische Goldmedaillen für Australien gegeben (1952 und 1956: jeweils Shirley Strickland de la Hunty / 1968: Maureen Caird).

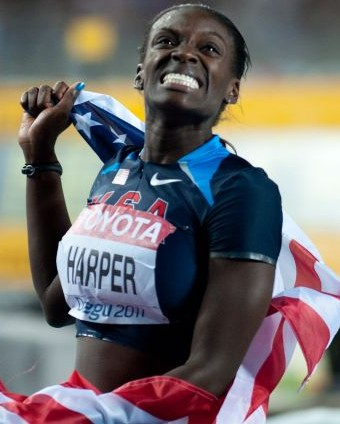
Silbermedaille: Dawn Harper
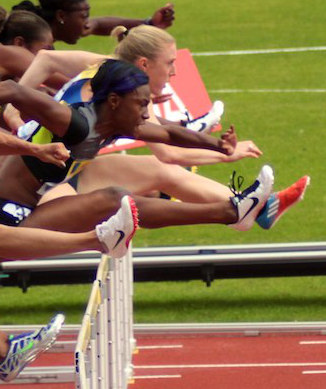
Kellie Wells (schwarz-gelbes Trikot) gewann die Bronzemedaille
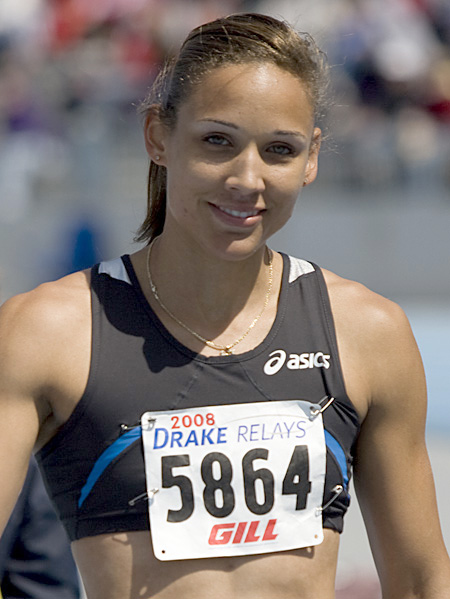
LoLo Jones belegte Rang vier
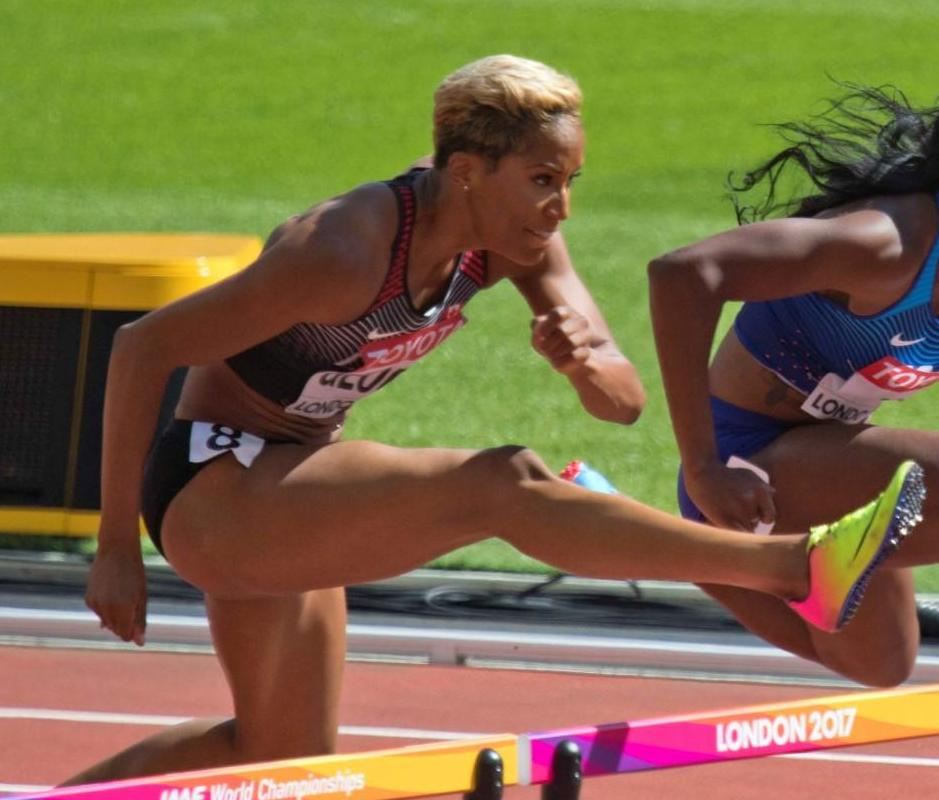
Die fünftplatzierte Phylicia George

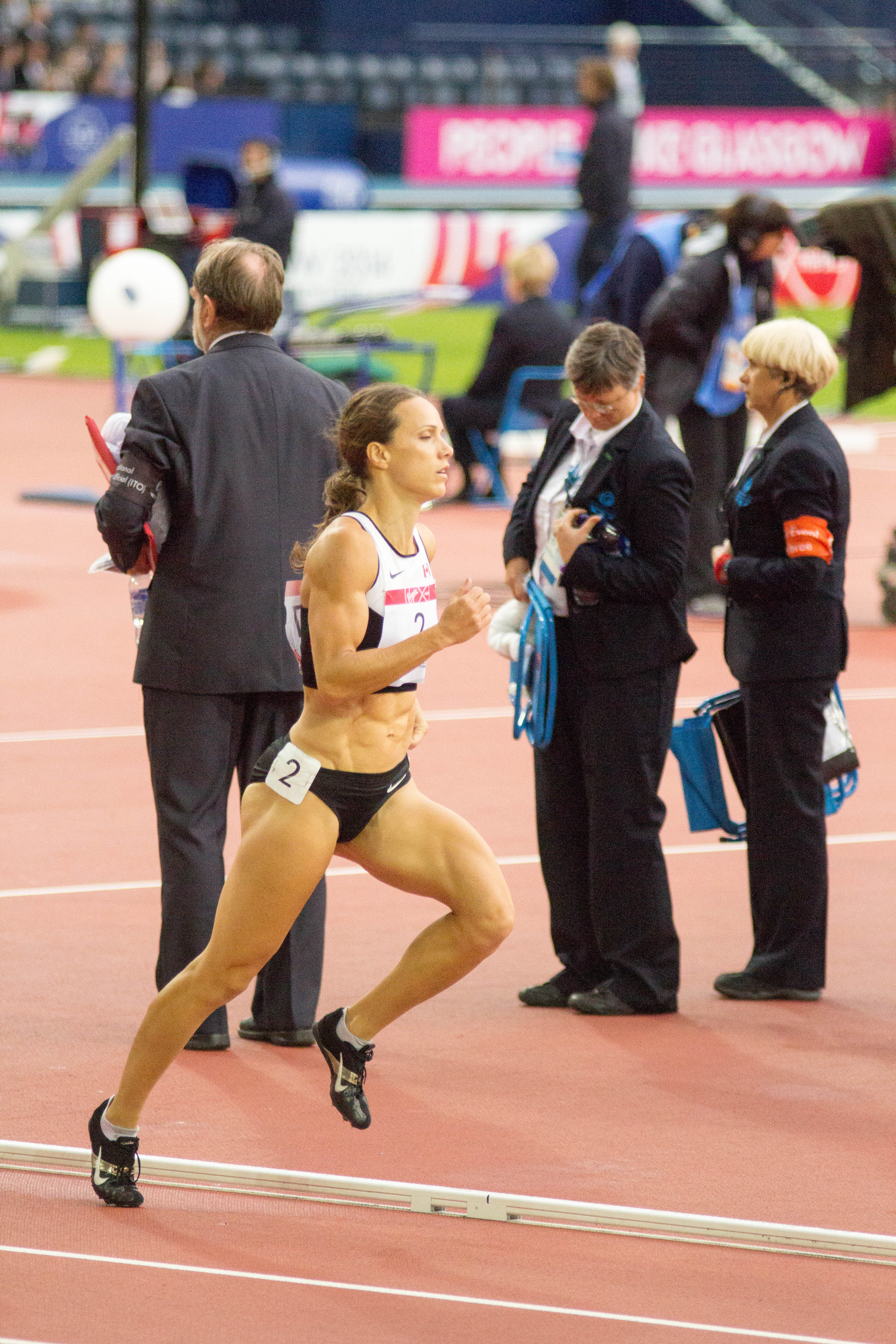
Jessica Zelinka erreichte Platz sechs
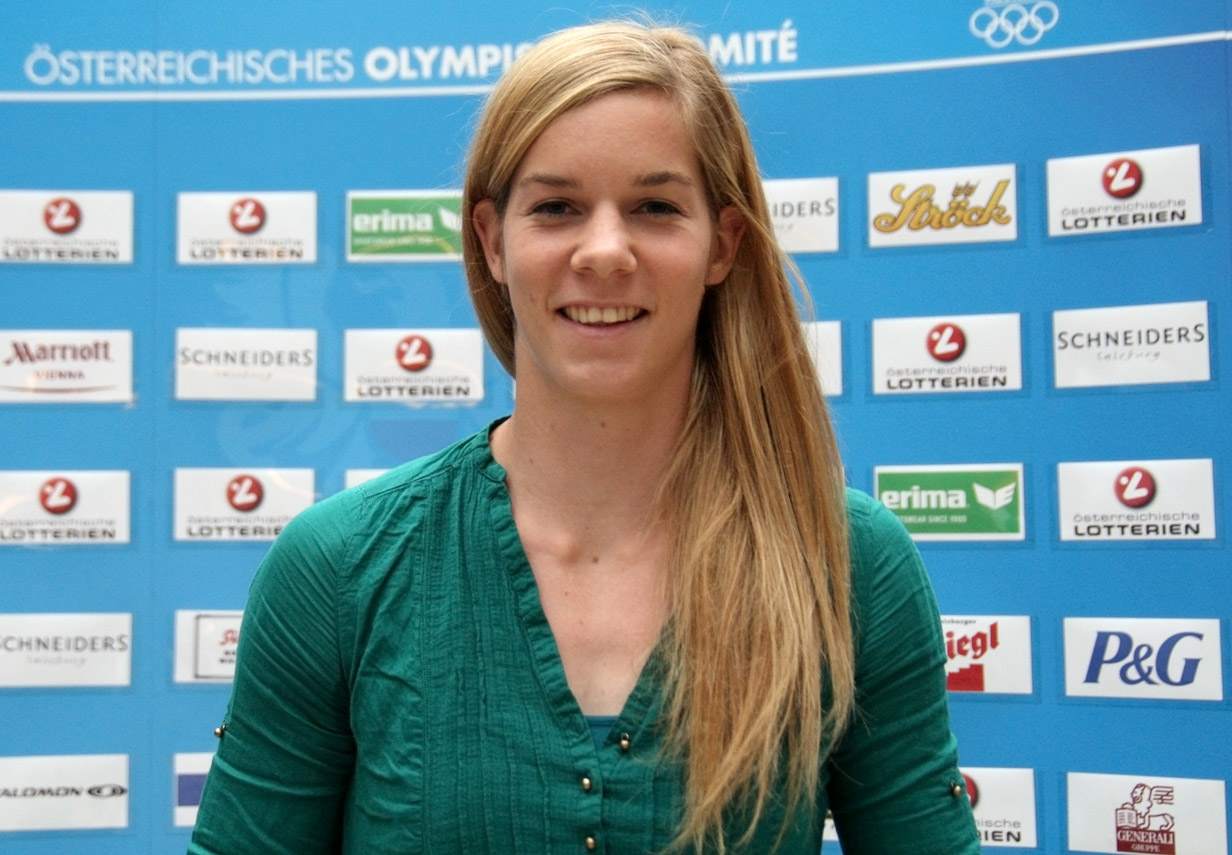
Die Olympiasiebte Beate Schrott
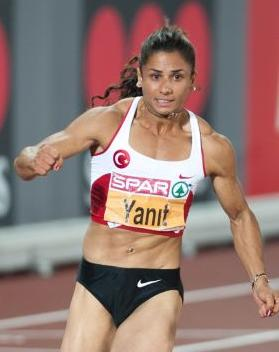
Die gedopte und disqualifizierte Nevin Yanıt

## Video
- Pearson Wins 100m Hurdles Gold - Full Replay - London 2012 Olympics, youtube.com, abgerufen am 14. April 2022